# Ropalidia bicolor
Ropalidia bicolor är en getingart som först beskrevs av Smith 1865.  Ropalidia bicolor ingår i släktet Ropalidia och familjen getingar. Inga underarter finns listade i Catalogue of Life.